# 銚子半島
銚子半島（ちょうしはんとう）は、関東地方最東部にある太平洋に突出した半島。全域が千葉県銚子市に属している。

## 地理
銚子半島の東端は犬吠埼と長崎鼻であり、北側は利根川を挟んで鹿島灘に面している。南側は屏風ヶ浦であり、西側は海岸平野を通じて下総台地へ続く。大きさは、東西10キロメートル、南北は2キロメートル（銚子市街地付近） - 3キロメートル（東側）である。
古くは、太平洋に突き出た砂岩と安山岩でできた犬吠埼岩場があり、周りは海に囲まれていたが、利根川およびその支流の堆積物で陸地が形成され、さらに、それまでおもに江戸川へ流れていた利根川が江戸時代の東遷事業により現在の流れに改められたことで、銚子半島の陸地化がさらに進み、現在の形の半島が形成された。この模様は銚子ジオパークで見ることができる。
東海岸の黒生から長崎鼻にかけて、1億3000万年前から1億年前の恐竜時代の地層を見ることができる。犬吠埼は1億2000万年前の地層であり、海底痕跡を数多くみることができる学術的貴重な地層となっている。そのため「犬吠埼の白亜紀浅海堆積物」として2002年に国の天然記念物に指定された。また2007年には「日本の地質百選」にも選定されている。一部は遊歩道上から間近に観察することが可能。砂岩泥岩互層の地層が見られる。

## 産業
西側は、利根川の堆積物の上の豊かな水田が多い。また、犬吠埼から屏風ヶ浦に至る海岸線は1959年（昭和34年）に水郷筑波国定公園の一部として指定された景勝地で、観光業も盛んである。しかし、半島全体のおもな産業は水産業と醤油生産である。
犬吠埼沖は、南から来る黒潮が北から来る親潮とぶつかることで混じり合い、東へ向きを変え、加えて利根川から豊富な有機物を含んだ真水が流入するという好漁場となっている。江戸時代に紀州（和歌山県）から来た漁師たちが外川漁港を整備し、おもにイワシを漁獲して、肥料の干鰯に加工・販売し、巨富を築いたのが始まりともいわれる。同じく、江戸時代には醤油製造も始まり、原料の大豆ともろみに小麦を加えて、風味のよい醤油を生産して評判を上げ、その後の大発展の礎になった。
半島の北側にある銚子漁港は、明治以降に大型漁港に改築され、現在は水揚げ量が日本第1位である。

## 交通
銚子電鉄（銚子駅 - 外川駅）が半島の東西を結んでいる。
半島南側の銚子大橋前交差点は、国道124号（ - 鹿嶋市 - 終点・水戸市）、国道126号（ - 東金市 - 終点・千葉市）、国道356号（ - 終点・我孫子市）が集まる3国道の起点となっている。